# Ira Aldridge

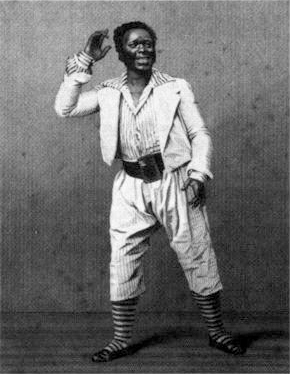
Ira Aldridge als Mungo in The Padlock, 1820er oder 1830er Jahre

Ira Frederick Aldridge (* 24. Juli 1807 in New York; † 7. August 1867 in Łódź, Kongresspolen, Russisches Kaiserreich) war ein britischer Schauspieler, der für seine Darstellungen von Shakespeare-Figuren bekannt war. Aldrige war einer der bedeutendsten afroamerikanischen Schauspieler seiner Zeit und war der erste Schwarze, der in Großbritannien den Othello spielte.
Geboren in New York City als Sohn eines Missionars, besuchte er die New Yorker African Free School. Er interessierte sich bereits sehr früh fürs Theater und emigrierte aufgrund des Rassismus 1824 in das Vereinigte Königreich. Er debütierte 1826 an einem kleinen Theater Londons als Othello, der in der Folge neben Macbeth, Richard III., Shylock und dem „Mohren“ im „Fiesco“ zu seinen beliebtesten Partien gehörte.
Bis 1852 spielte Aldridge in den Provinzstädten Großbritanniens, unternahm darauf mit einer von ihm geleiteten Schauspielergesellschaft eine Reise auf das Festland, besuchte Amsterdam, Brüssel, Hamburg, Berlin, Wien, Pest, Königsberg etc. und fand überall großen Beifall.
1857 wurde er als Mitglied des Covent Garden engagiert, fand dort jedoch keinen Anklang und ging daraufhin nach Sankt Petersburg und Moskau, dann nach Polen und Ungarn und wiederholt nach Deutschland.
Im Jahr 1863 wurde er als britischer Staatsbürger eingebürgert.
Er trat 1866 auch in Frankreich auf und reiste dann wieder nach Russland, starb aber unterwegs im polnischen Łódź am 7. August 1867. Das Spiel Aldridges erinnerte in der Darstellung leidenschaftlicher Erregtheit an die oft übertriebene Manier der englischen Schauspieler seiner Zeit, doch beherrschte er auch den Ausdruck weicherer Seelenstimmungen.

## Auszeichnungen
- 1979: Aufnahme in die American Theater Hall of Fame